# Недря Олексій Григорович
Олексій Григорович Недря (нар. 30 березня 1949, село Усть-Кам'янка, тепер Апостолівського району Дніпропетровської області) — український радянський діяч, машиніст екскаватора Орджонікідзевського гірничо-збагачувального комбінату Дніпропетровської області. Депутат Верховної Ради УРСР 11-го скликання.

## Біографія
Освіта середня спеціальна.
З 1968 року — слюсар Богданівського кар'єру тресту «Орджонікідземарганець» Дніпропетровської області. Служив у Радянській армії.
З 1970 року — помічник машиніста, з 1978 року — машиніст екскаватора Орджонікідзевського гірничо-збагачувального комбінату Дніпропетровської області.
Член КПРС з 1975 року.
Потім — на пенсії в місті Орджонікідзе (Покров) Дніпропетровської області.

## Нагороди
- ордени
- медалі